# 伊格鲁埃拉
伊格鲁埃拉，是西班牙卡斯蒂利亚-拉曼恰自治区阿尔瓦塞特省的一个市镇。 总面积205km², 总人口1302人（2001年），人口密度6人/km²。